# Buitinga globosa
Buitinga globosa är en spindelart som först beskrevs av Albert Tullgren 1910.  Buitinga globosa ingår i släktet Buitinga och familjen dallerspindlar.
Artens utbredningsområde är Tanzania. Inga underarter finns listade.